# Amphicteis orphnius
Amphicteis orphnius är en ringmaskart som beskrevs av Chamberlin 1919. Amphicteis orphnius ingår i släktet Amphicteis och familjen Ampharetidae. Inga underarter finns listade i Catalogue of Life.